# Erwin Hymer
Erwin Hymer (Bad Waldsee, Alemania, 27 de julio de 1930 - Alemania, 12 de abril de 2013) fue un empresario alemán y el fundador de la marca de autocaravanas Hymer.